# Hans-Joachim Helwig-Wilson
Hans-Joachim Helwig-Wilson (* 12. März 1931 in Berlin-Lichtenberg; † 14. September 2009) war ein deutscher Fotojournalist und vier Jahre lang politischer Gefangener in der Deutschen Demokratischen Republik.

## Leben
Der 1931 geborene Helwig-Wilson absolvierte nach dem Zweiten Weltkrieg eine Lehre bei der Deutschen Reichsbahn in Ost-Berlin. 1950 zog er nach West-Berlin und trat dort der SPD bei. Seine journalistische Tätigkeit begann er bei der damaligen „Ostzonenredaktion“ des Telegraf. Als Journalist war er für diverse Agenturen tätig, ehe er sich ab 1958 als freischaffender Bildjournalist mit den regionalen Schwerpunkten Ost-Berlin und DDR selbstständig machte. Hierfür war er beim Presseamt des Ministerpräsidenten der DDR für eine britische Presseagentur akkreditiert. Am Rande von offiziellen Veranstaltungen fotografierte Helwig-Wilson den Widerspruch von sozialistischen Losungen und dem knappen Warenangebot in der DDR. Seine Fotos erschienen in über 90 in- und ausländischen Zeitungen. Zu seinen Abnehmern zählte auch das Ministerium für Gesamtdeutsche Fragen.
Eine Zeitlang war er auch für den Heinrich Bär Verlag tätig, der die Satirezeitschrift Tarantel veröffentlichte, die die Herrschaft der SED in der DDR satirisch darstellte und vor dem Mauerbau kostenlos an DDR-Bürger abgegeben wurde.
Im Jahre 1959 lernte er den Journalisten Michael Gromnica kennen, der konspirativ im Auftrage des MfS politische und nachrichtendienstliche Funktionen innehatte; dieser ließ sich auf Geheiß der Stasi auch vom Verfassungsschutz anwerben und schickte seine dafür gefertigten Berichte mit Durchschlag nach Ost-Berlin. Im August 1961 wurde Gromnica in die DDR zurückbeordert, da seine Aktivitäten im Westen Verdacht erregten. In seinen Schriftsätzen an das MfS stilisierte er Helwig-Wilson als „skrupellosen Mitarbeiter“ der West-Berliner Behörden. In der DDR entstand damit Interesse, Helwig-Wilson in Gewahrsam zu nehmen.
Nachdem Hans-Joachim Helwig-Wilson am 13. August 1961 Aufnahmen vom Bau der Berliner Mauer gemacht hatte, wurde er wenig später – unter Vortäuschung eines Auftrages – nach Ost-Berlin gelockt und dort vom Ministerium für Staatssicherheit verhaftet. Seine viermonatige Untersuchungshaft verbrachte er im Gefängnis Berlin-Hohenschönhausen. Im Februar 1962 verurteilte ihn das Bezirksgericht Frankfurt (Oder) wegen Spionage und „Staatsfeindlicher Hetze“ zu 13 Jahren Zuchthaus. Während der Haft erkrankte Helwig-Wilson schwer. Im Mai 1965 wurde er als einer der ersten politischen Gefangenen durch die Bundesrepublik freigekauft. Trotz bleibender Haftschäden nahm er seine journalistische Tätigkeit in West-Berlin wieder auf. Von 1967 bis nach dem Fall der Mauer, 1993, war er in der Presseabteilung des Berliner Senats tätig. Auch in West-Berlin beobachtete die Staatssicherheit ihn im Operativen Vorgang „Blende“ bis zum April 1989 weiter.
Als Bundesvorsitzender des Arbeitskreises ehemaliger politischer Häftlinge der SBZ/DDR in der SPD engagierte er sich für die Belange von Opfern der SED-Diktatur. Zudem beteiligte sich Helwig-Wilson am Aufbau der Gedenkstätte Berlin-Hohenschönhausen, durch die er ab 1994 Besuchergruppen führte. Am 16. Dezember 1992 rehabilitierte ihn das Bezirksgericht Potsdam und erklärte seine Verurteilung für rechtsstaatswidrig. Allerdings lehnte die Berliner Staatsanwalt im Dezember 1996 ein Strafverfahren gegen Gromnica ab, da nicht mit letzter Sicherheit feststellbar wäre, dass die Aktivitäten des Gromnica ursächlich oder mitursächlich für die Freiheitsberaubung Helwig-Wilsons gewesen waren. 1999 wurden auch seine gesundheitlichen Schäden als Haftfolgen anerkannt. Hans-Joachim Helwig-Wilson verstarb am 14. September 2009.

## Werke
- Hans-Joachim Helwig-Wilson, Elena Demke: Der staatsfeindliche Blick. Fotos aus der DDR von Hans-Joachim Helwig-Wilson. Berlin 2004, ISBN 3-89809-048-5.